# Nomia medionitens
Nomia medionitens là một loài Hymenoptera trong họ Halictidae. Loài này được Cockerell mô tả khoa học năm 1947.